# Kallima inachus
Kallima inachus és una espècie de lepidòpter papilionoïdeu de la família dels nimfàlids (Nymphalidae) que es troba a l'Àsia tropical, des de l'Índia fins al Japó.
Amb les ales tancades, s'assembla molt a una fulla seca amb nervis foscos i és un exemple de camuflatge citat habitualment.

## Descripció
Les ales de papallona tenen forma de fulla quan estan en posició tancada. Quan les ales estan tancades, només són visibles les marques críptiques de la part inferior, que consisteixen en patrons irregulars i estries en molts tons marrons, grocs i negres. Les venes estan enfosquides i s'assemblen als nervis d'una fulla. La semblança amb una fulla seca és extremadament realista i dona al gènere el seu nom comú, la fulla morta.
Quan les ales estan obertes, l'ala anterior presenta un àpex negre, una banda discal taronja i una base blau marí. Hi ha dos ocels blancs, un al marge de la banda negra apical i l'altre vorejant les zones taronja i blau marí. L'ala posterior és més uniformement blava però difosa amb taques marrons al llarg del termen.
Les papallones mascles i femelles són semblants, excepte que la femella és generalment més gran i té l'àpex de l'ala anterior que sobresurt per formar un punt més llarg. Les femelles també solen ser més vermelloses a la part inferior i les taques grogues tendeixen a ser més pàl·lides. La papallona presenta polifenisme, és a dir, hi ha formes específiques d'estació seca i d'estació humida que difereixen en color i mida; la forma de la temporada humida tendeix a ser més petita.
L'envergadura de les ales de la papallona oscil·la entre 85 i 110 mil·límetres.
Descripció detallada tal com es dona a Bingham (1905).

### Forma durant l'estació humida
La cel·la discoidal de l'ala anterior, l'espai 1a, de l'1a prop de l'àpex, la meitat basal de 2 i les bases extremes de 3 i 4 blau violeta ric, les vores dels discocel·lulars i els interespais de les venes 2, 3 i 4 són negres, esteses difusament cap a l'exterior als interespais 1a i 1. Una banda taronja discal obliqua molt àmplia des de la costa fins als àpexs dels espais intermedis 1 i 2, aquesta banda taronja està esquitxada d'escates negres blavoses; terç apical de l'ala vellutat purpurescent (morat) negre; una taca transversal hialina (com el vidre) prop del centre de l'espai intermedi 2, i una petita taca preapical similar subtriangular.
Ala posterior blau violescent més uniforme; el marge costal i l'àpex molt amples de color marró, una mica densament esquitxat amb escates negres fosques i violentes; marge dorsal marró; una carena de pèls llargs de color marronós al llarg de la vena 1 que s'estenen al marge dorsal.
Les ales anteriors i posteriors travessades per una línia fosca en ziga-zaga subterminal que comença aproximadament a la meitat de l'espai intermedi 3 a l'ala anterior, i més visible a l'ala posterior.

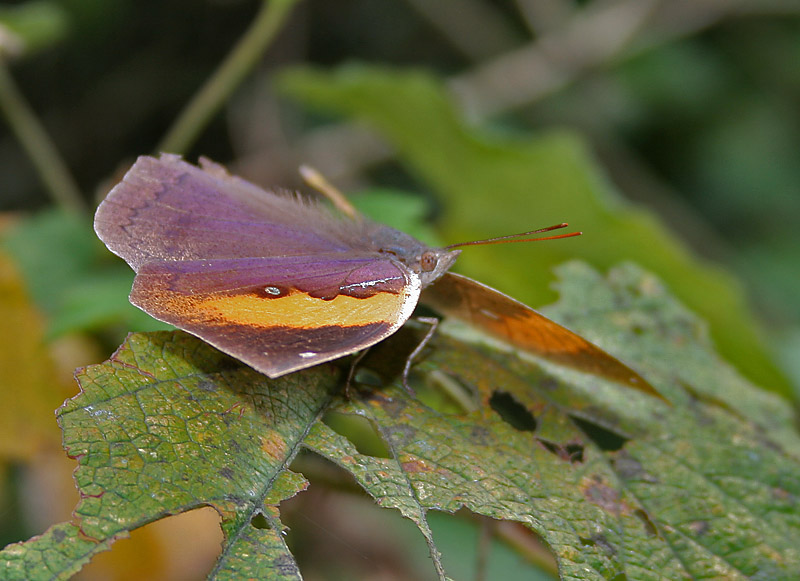
Temporada humida, femella, part superior
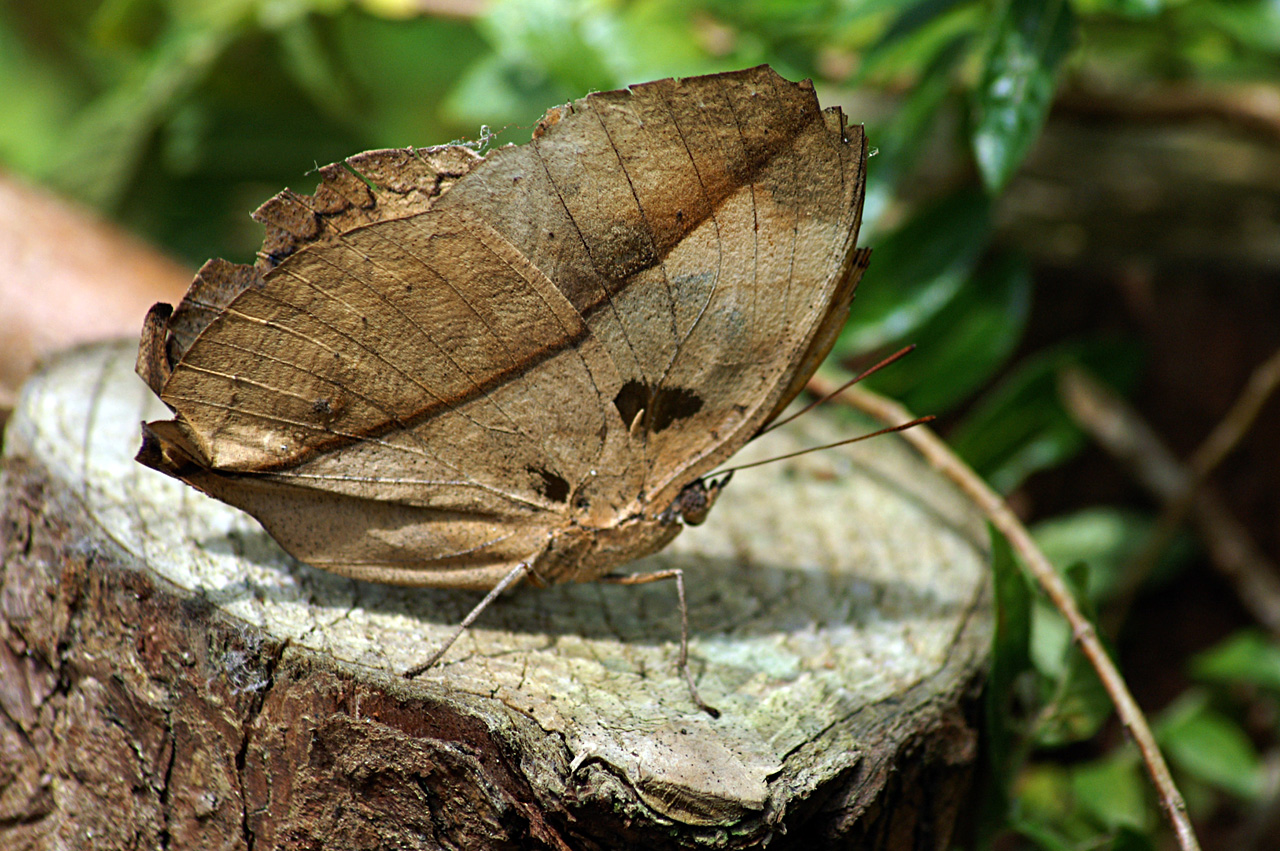
Temporada seca, femella, part inferior
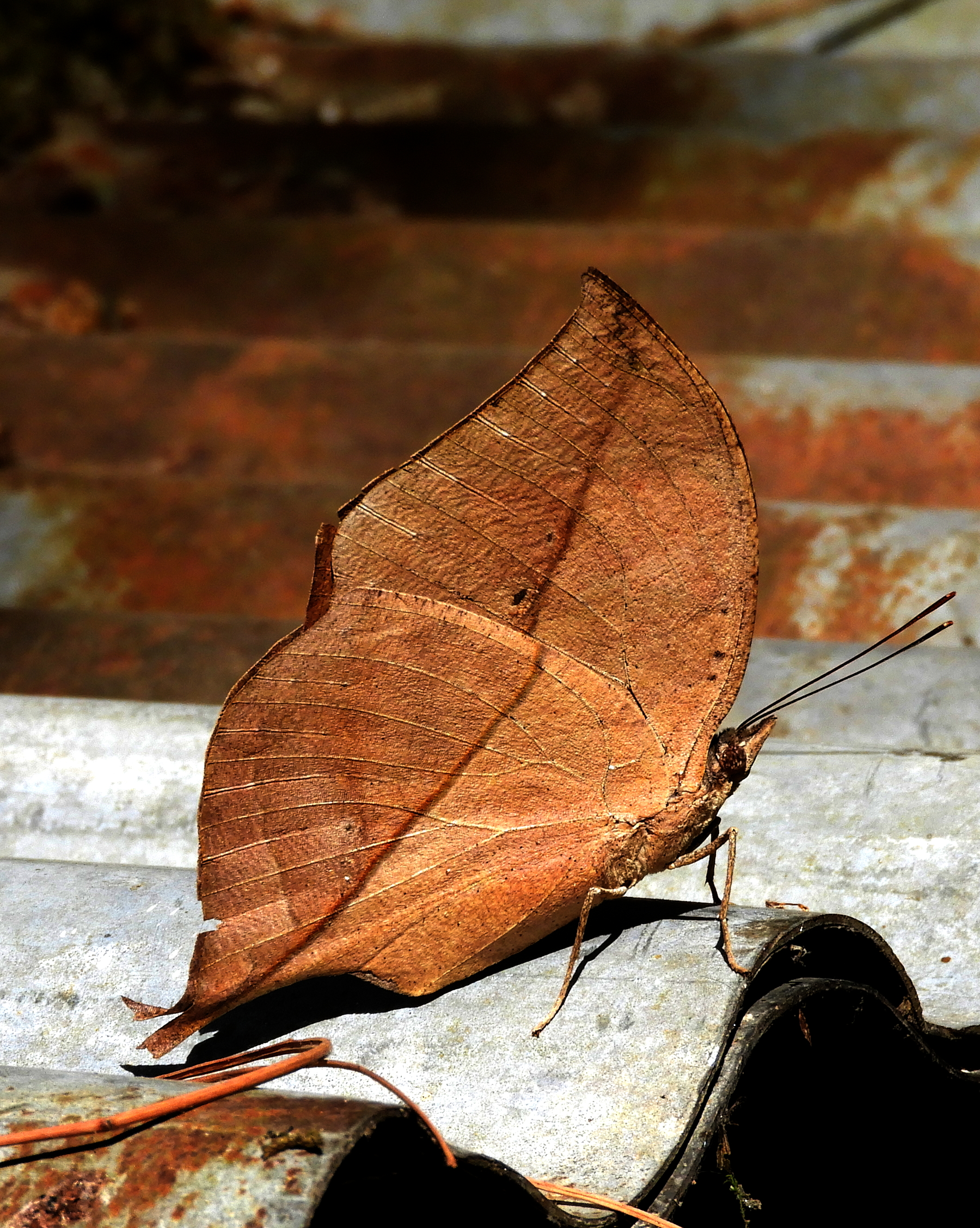
Temporada seca, a Sattal (Índia)

La part inferior s'assembla molt a una fulla seca; color del fons molt variable, però generalment una mica de to marró (els marrons rovellats, grisencs i groguencs són els més comuns), sempre amb punts foscos dispersos o petites taques fosques amb l'aspecte de fongs o creixements líquens tan comuns a les fulles mortes de els tròpics. Quan l'insecte tanca les ales sobre l'esquena, la semblança d'una fulla morta és més sorprenent, i s'accentua per una banda recta, transversal, estreta i fosca que va des de l'àpex de l'ala anterior fins al torn de l'ala posterior, sovint amb oblics més estrets semblants a bandes o línies que se'n desprenen, tot simulant molt de prop el nervi central i els nervis laterals d'una fulla. L'ala posterior de tots els exemplars presenta una sèrie d'ocels postdiscals més o menys obsolets o febles, els rastres dels quals també són evidents a l'ala anterior.
Antenes marró fosc; cap, tòrax i abdomen marró violescent fosc; a sota, els palps, el tòrax i l'abdomen de color marró terrós més pàl·lid.

### Forma durant la temporada seca
Més petita que el de la temporada seca, però molt semblant. Els colors són més rics i foscos, i la banda discal taronja està més àmpliament vorejada amb negre a la part interior. A la part inferior alguns dels exemplars de zones de fortes pluges tenen el color del fons marró ocre molt fosc.

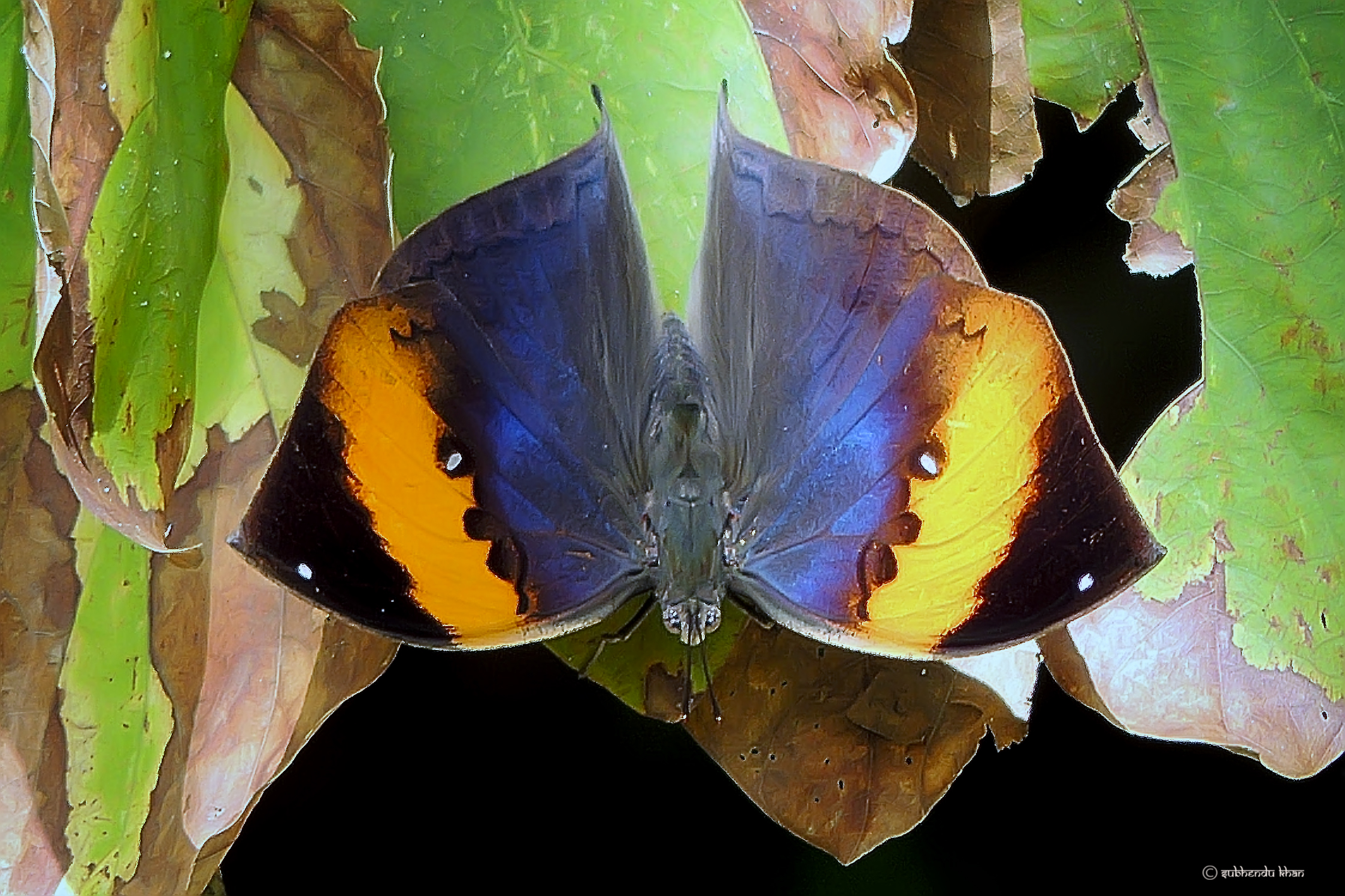
Temporada humida, femella, part superior
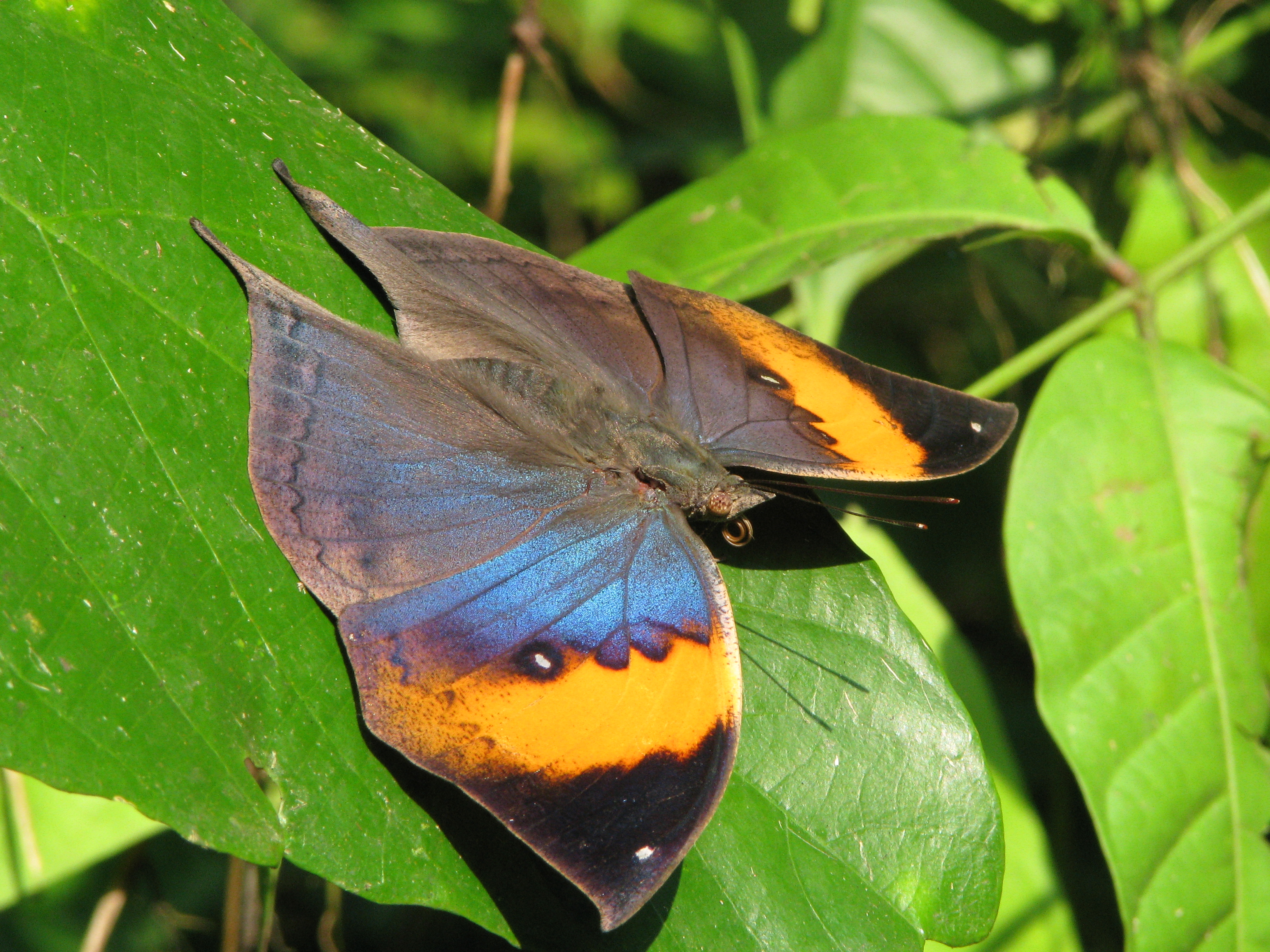
Temporada humida, a la Reserva Pakke Tiger
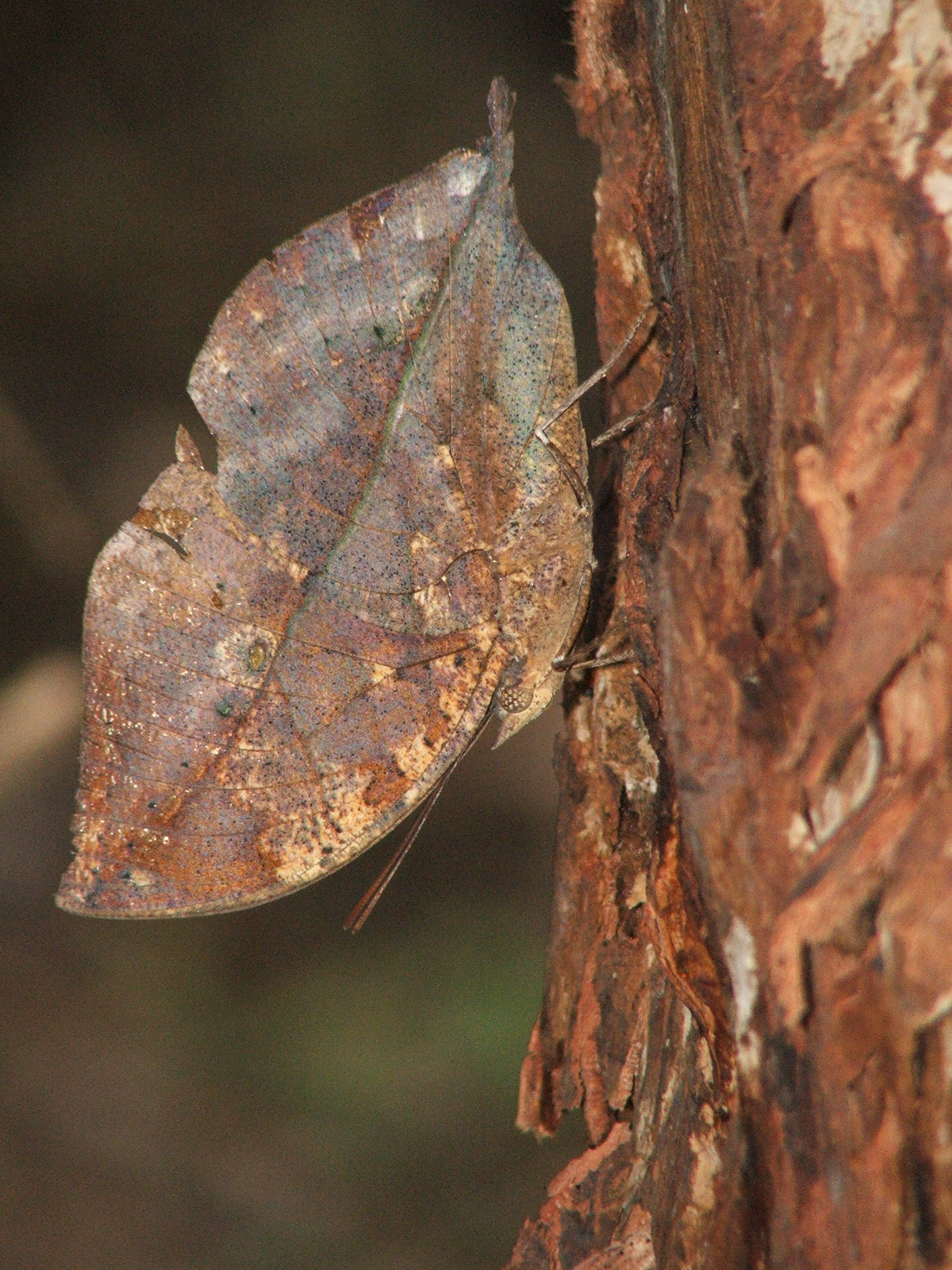
Temporada seca, femella, part inferior

## Distribució
Kallima inachus es troba a l'Índia, Nepal, Bhutan, Bangladesh i Myanmar, fins als turons de Tenasserim. Al sud-est asiàtic es troba al sud de la Xina, Tailàndia, Laos, Taiwan i Vietnam. També s'han trobat al Pakistan l'any 2000.
A l'Índia, la papallona vola a l'Himàlaia a baixes elevacions, des de Jammu i Caixmir, passant per Garhwal i Kumaon fins a Bengala Occidental, Sikkim, Arunachal Pradesh i altres estats del nord-est. També es troba a l'Índia central i peninsular; vola a Madhya Pradesh, Jharkhand, Chhattisgarh, Orissa i Andhra Pradesh; és a dir, al llarg de les terres altes centrals de l'Índia fins a Pachmarhi i Amarkantak, els Ghats Occidentals al sud fins a Bhimashankar i als Ghats Orientals al nord del riu Godavari.
L'estat de la papallona a l'Índia és «no rara», mentre que a la Xina, la papallona es considera «rara».
Kallima inachus es troba fins a una altitud de 1.800 metres, als turons; tot i que Mark Alexander Wynter-Blyth registra que es troba fins a 2.400 m en regions de fortes pluges, en regions muntanyoses i muntanyoses densament boscoses. A l'Himàlaia de Kumaon, s'ha registrat que K. inachus habita boscos caducifolis tropicals entre 400 i 1.400 metres i boscos perennifolis subtropicals per sobre dels 1.200 metres. En una investigació al municipi de Chongqing (Xina), realitzada entre 1998 i 2004, es va trobar que K. inachis habita en boscos humits de fulla ampla.

## Hàbits
La Kallima inachus és una poderosa voladora, i sol volar en boscos densos amb bones pluges, entre sotabosc i al llarg dels llits dels rierols. Se sent atreta per la saba dels arbres i els fruits massa madurs, i també se la per fer enfangament.
Molt perseguida pels ocells, quan està en perill, la Kallima inachus vola de manera erràtica, deixant-se caure al fullatge i ocupant una postura estacionària amb les ales tancades, de manera que els ocells sovint són incapaços de trobar-les. En aquesta postura, la papallona s'assembla a una fulla seca i està perfectament camuflada.
Els enemics naturals de la Kallima inachus inclouen ocells, formigues, aranyes, vespes (incloses les espècies de Trichogramma) i alguns bacteris.

## Cicle vital
A l'Himàlaia, la papallona és multivoltinista, i vola d'abril a octubre. Kehimkar (2009) registra el vol de la papallona cap a l'Índia d'abril a desembre.
A Chongqing (Xina) s'ha registrat que una generació triga uns 50 dies des de l'ou fins a la imago. El període dels ous dura uns 6 dies, el període larvari de 36 dies que implica de 5 a 6 estadis (generalment 5), i la pupació dura uns 10 dies. Les erugues es van criar amb èxit a temperatures de 22 a 31,5 °C i una humitat relativa del 48 al 98%. El període larvari es podia reduir de 36 dies en condicions naturals a 16,8 a 23 dies en cria en captivitat.

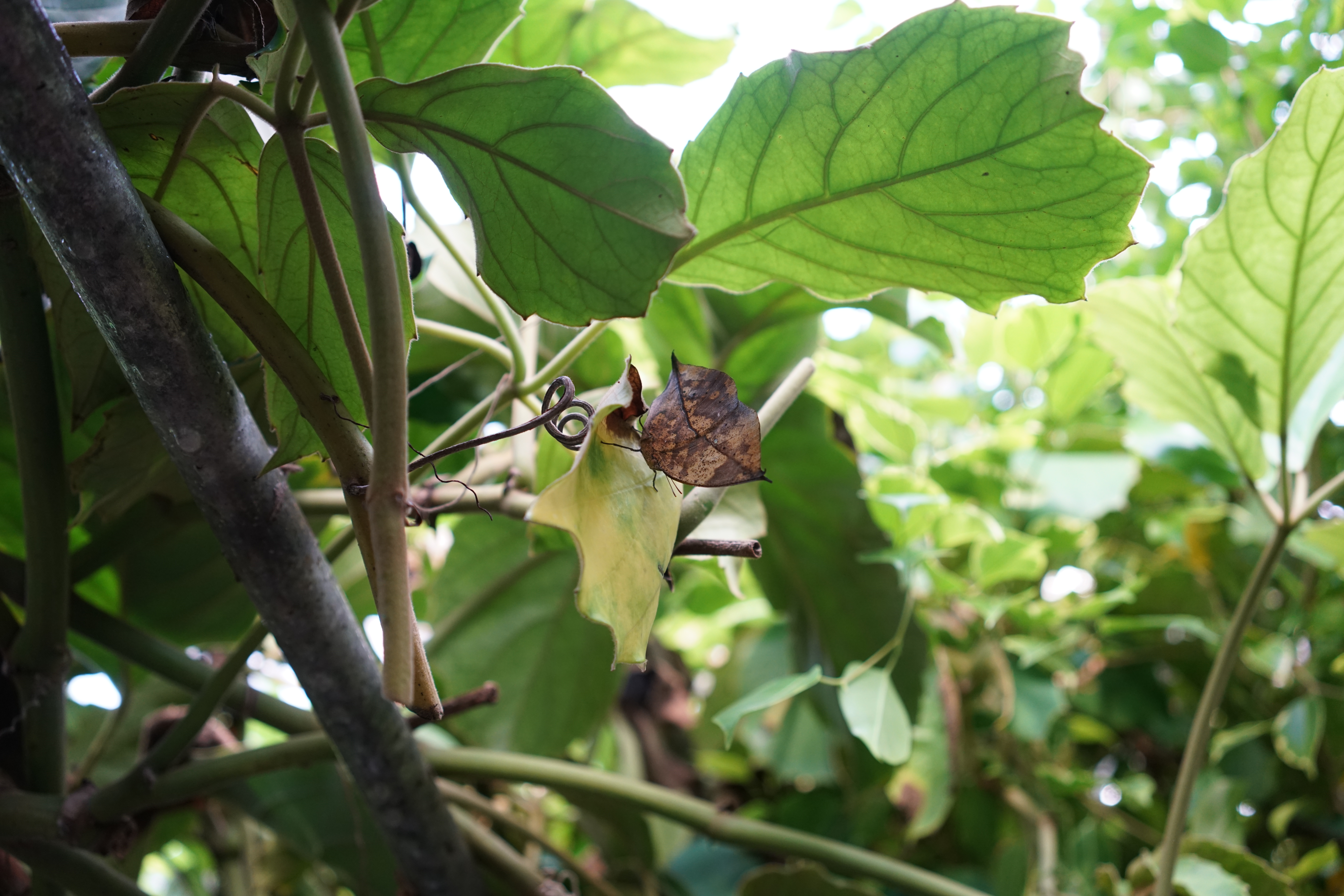
Amb les ales tancades
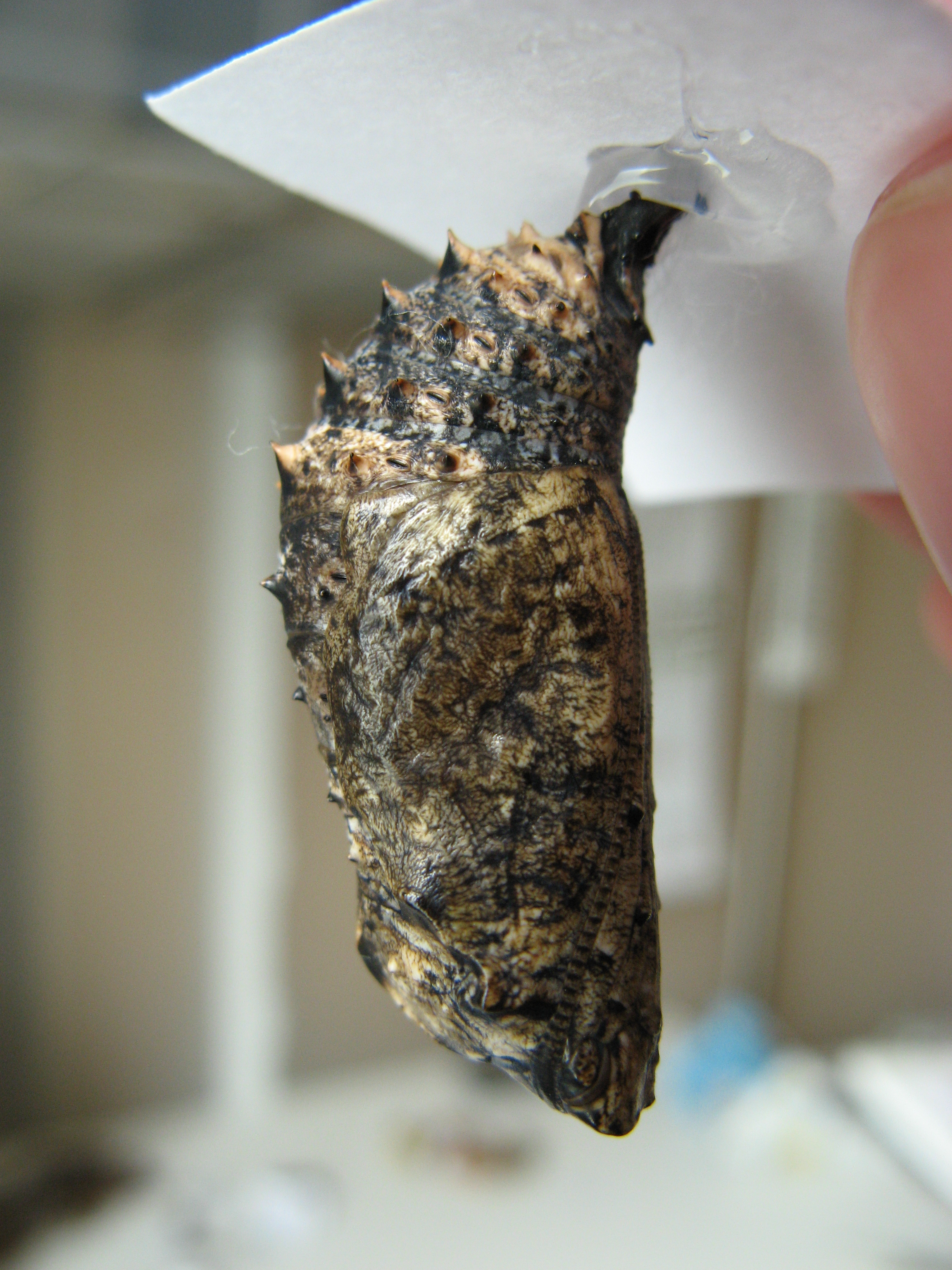
Crisàlide de fulla de Kallima inachus

En un altre estudi a la Xina, a les muntanyes Emei (altitud 450 a 1.200 metres), la papallona té tres generacions a l'any en què predominen la primera i la segona generació. La majoria de la segona generació, juntament amb uns quants de la tercera i de vegades la primera generació, passen l'hivern com a adults en diapausa. La majoria dels adults de segona generació fan diapausa a principis de juliol.
Les papallones de la primera generació, criades en captivitat a l'estudi de la muntanya Emei, van completar el seu cicle de vida en 45 a 54 dies, amb els ous de 4 a 6 dies, les erugues de 21 a 36 dies i la pupació de 10 a 15 dies. La cria va tenir lloc a temperatures entre 26,4 i 28,2 °C i una humitat del 63,2% al 84,7% de mitjana.
Les investigacions en una cambra climàtica artificial revelen que el fotoperíode i la temperatura tenen un paper en el desenvolupament larvari i la taxa de supervivència de les larves de K. inachus. Els fotoperíodes afecten el període de desenvolupament de les larves a 20 °C, però no a 25 °C i 30 °C . A mesura que la temperatura augmentava de 20 °C a 25 °C i 30 °C, els períodes de desenvolupament de les larves es van reduir sota el mateix fotoperíode a 31,7 a 36,0 dies, 26,37 a 27,4 dies i 21,0 a 21,5 dies, respectivament.
L'augment de la temperatura també va provocar un augment de la taxa de supervivència en diferents fotoperíodes. La taxa de supervivència de les larves a 20 °C, 25 °C i 30 °C va ser del 80-92%, 75-95% i 55-85%, respectivament. La baixa taxa de supervivència a 30 °C sota la majoria de gradients de fotoperíode requereix que la reproducció artificial de K. inachus es faci per sota d'aquesta temperatura.

### Alimentació
Les larves són polífagues, s'alimenten de plantes de moltes famílies. La llista de plantes alimentàries inclou:
- Urticaceae – Girardinia diversifolia (Índia).[15]
- Polygonaceae – Polygonum orientale (Índia).[15]
- Rosaceae – Prunus persica (Índia).[15]
- Acanthaceae:
  - Dicliptera chinensis (Xina)[10]
  - Hygrophila salicifolia (Japó).[15]
  - Lepidagathis formosensis (Taiwan).[15]
  - Ruellia capitataus (syn. Strobilanthes capitatus & S. pentastemonoides) (Índia i Taiwan).[15]
  - Rostellularia pracumbens (Xina)[10]
  - Strobilanthes (Xina i Japó), incloent les espècies:[10][15]
    - S. flaccidifolius (Japó).[15]
    - S. glandulifera (Japó).[15]
    - S. tashiroi (Japó).[15]

### Ous
En la cria en captivitat en un jardí de xarxa, s'ha registrat que les femelles ponen 245,7 ous de mitjana. S'ha augmentat a 279,8 ous per femella complementant la nutrició.

### Larva
L'eruga de l'etapa tardana és de color negre vellutat, coberta de pèl groguenc bastant llarg. Té un gran nombre d'espines vermelloses; onze a cada segment, amb un dorsal, dos subdorsals i tres laterals a cada costat.

### Pupa
La pupa és senzilla. Té un tòrax suaument quillat. L'abdomen presenta una sèrie de petits punts cònics dorsalment. El color és marronós clar i la pupa està adornada amb iridacions de pissarra.

## Investigació
Es considera que la papallona és rara a la Xina i, per tant, s'han fet moltes investigacions en la seva cria en captivitat. S'ha seqüenciat l'ADN mitocondrial i s'ha trobat que té una mida de 15.183 parells de bases. A més, la papallona ha estat un tema de recerca sobre la diapausa.